# أماث ياشيا
أماث ياشيا (يترجم أيضًا إلى أماد يحيى)، هو سياسي كمبودي من عرقية تشام.. ينتمي إلى حزب سام رينسي وانتخب لتمثيل محافظة كامبونغ تشام في الجمعية الوطنية لكمبوديا في عام 2003.
حياته 
اماث ياشيا